# Пенде Пигадия
Пѐнде Пига̀дия (на гръцки: Πέντε Πηγάδια) е село в Северозападна Гърция, част от дем Зирос в административна област Епир. Населението му е 34 души (1991).
Селото носи до 1971 година старото си име Брига, а на български значи – Пет кладенци.